# Crésantignes
Crésantignes è un comune francese di 280 abitanti situato nel dipartimento dell'Aube nella regione del Grand Est.

## Società

### Evoluzione demografica
Abitanti censiti